# 东王营乡
东王营乡，是中华人民共和国河南省周口市西华县下辖的一个乡镇级行政单位。

## 行政区划
东王营乡下辖以下地区：
东王营村、徐寨村、祁堂村、贾楼村、刘寨村、李方口村、刘营村、朱营村、黄营村、刘琛村、首帕于村、东老家村、南陶村、黄湾村、新三村、于寨村、薛庄村、西王营村、杨庄村和王化本村。